# Wola Mysłowska (gmina)
Pour les articles homonymes, voir Wola Mysłowska.
Wola Mysłowska est une gmina rurale (gmina wiejska) du powiat de Łuków, dans la Voïvodie de Lublin, dans l'est de la Pologne.
Son siège administratif (chef-lieu) est le village de Wola Mysłowska, qui se situe environ 31 kilomètres (km) à l'ouest de Łuków (siège du powiat) et 80 kilomètres au nord-ouest de la capitale régionale Lublin (capitale de la voïvodie).
La gmina couvre une superficie de 120,95 km2 pour une population de 5 244 habitants en 2006.

## Histoire
De 1975 à 1998, la gmina est attachée administrativement à l'ancienne Voïvodie de Siedlce.

Depuis 1999, elle fait partie de la nouvelle voïvodie de Lublin.

## Géographie
La gmina inclut les villages (sołectwa) de:

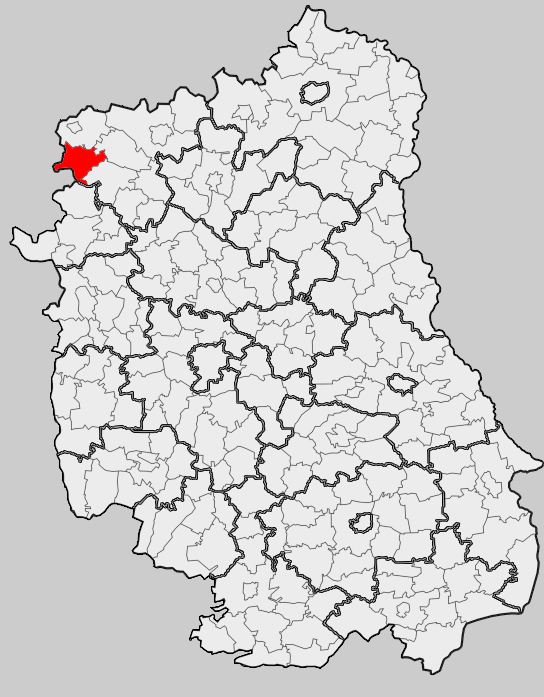
Position de la gmina dans la voïvodie

- Baczków
- Błażków
- Ciechomin
- Dwornia
- Dychawica
- Germanicha
- Grudź
- Jarczew
- Kamień
- Ksawerynów
- Lisikierz
- Mysłów
- Nowy Świat
- Osiny
- Powały
- Stara Huta
- Świder
- Wandów
- Wilczyska
- Wola Mysłowska
- Wólka Ciechomska

### Gminy voisines
La gmina de Wola Mysłowska est voisine des gminy de:
- Kłoczew
- Krzywda
- Miastków Kościelny
- Stanin
- Stoczek Łukowski
- Żelechów

## Structure du terrain
D'après les données de 2002, la superficie de la commune de Wola Mysłowska est de 120,95 kilomètres carrés, répartis comme telle :
- terres agricoles : 79%
- forêts : 14%

La commune représente 8,68% de la superficie du powiat.

## Démographie
Données du 30 juin 2004:
| Description        | Total  | Total | Femmes | Femmes | Hommes | Hommes |
| ------------------ | ------ | ----- | ------ | ------ | ------ | ------ |
| Unité              | Nombre | %     | Nombre | %      | Nombre | %      |
| Population         | 5 325  | 100   | 2 637  | 49,5   | 2 688  | 50,5   |
| Densité (hab./km²) | 44     | 44    | 21,8   | 21,8   | 22,2   | 22,2   |